# Alste Horn-Oncken
Alste Horn-Oncken (* 13. Mai 1910 in Heidelberg; † 27. Mai 1991 in Göttingen) war eine deutsche Kunsthistorikerin. 
Sie war die Tochter des Historikers Hermann Oncken und seiner Ehefrau Margarethe, geb. Weber (1876–1954). Nach dem Besuch des Mädchenrealgymnasiums in München und dem Abitur 1928 studierte sie Kunstgeschichte in München, Berlin und Bonn und wurde 1935 in München zum Dr. phil. promoviert. Seit 1936 war sie mit dem Klassischen Archäologen Rudolf Horn verheiratet. Von 1940 bis 1945 war sie als wissenschaftliche Hilfsarbeiterin in der Informationsabteilung bzw. Nachrichtenabteilung, Archiv des Auswärtigen Amts beschäftigt.
Alste Onckens Bedeutung beruht wesentlich auf ihren grundlegenden und umfassenden Forschungen zum Werk des Architekten Friedrich Gilly, das sie mit der Druckfassung ihrer Dissertation 1935 erstmals der Öffentlichkeit vorstellte. In späteren Jahren beschäftigte sie sich mit architekturtheoretischen Fragen, insbesondere mit dem römischen Architekten Vitruv, die sie 1967 in ihrem zweiten Hauptwerk „Über das Schickliche“ zusammenfasste.

## Schriften
- Friedrich Gilly. 1772–1800.  (Dissertation Universität München, 1934), Berlin 1935 (= Forschungen zur deutschen Kunstgeschichte 5); Korrigierter, im Wesentlichen aber unveränderter Nachdruck der 1. Auflage:  Berlin 1981 (= Die Bauwerke und Kunstdenkmäler von Berlin, Beiheft  7)
- Über das Schickliche. Studien zur Geschichte der Architekturtheorie. (= Abhandlungen der Akademie der Wissenschaften in Göttingen,  Phil.-Hist. Klasse, 3. Folge, Nr. 70), Göttingen 1967
- Ausflug in elysische Gefilde. Das europäische Campanienbild des 16. und 17. Jahrhunderts und die Aufzeichnungen J. F. A. von Uffenbachs.   (= Abhandlungen der Akademie der Wissenschaften in Göttingen,  Phil.-Hist. Klasse, 3. Folge, Nr. 111), Göttingen 1978